# 은행로 (서울)
은행로(Eunhang-ro, 銀行路)는 서울특별시 영등포구 여의도동에 있는 도로로, 총 연장은 715m이다. 도로의 명칭이 유래된 것은 도로 구간에 은행이 많이 접해 있어 지역적인 특성을 반영하였기 때문이다.

## 역사
- 2010년 5월 27일 : 도로명으로 은행로를 고시

## 주요 경유지
- 영등포구
  - 여의도동

## 접촉하는 도로
- 의사당대로
- 여의서로

## 철도 연계역
- ● 서울 지하철 9호선 : 국회의사당역

## 주요 건물 및 시설
- 익스콘벤처타워 (은행로 3/여의도동 15-24)
- 일신빌딩 (은행로 11/여의도동 15-15)
- 한국산업은행 (은행로 14/여의도동 16-3)
- 나이스1사옥 (은행로 17/여의도동 14-33)
- 안원빌딩 (은행로 25/여의도동 14-15)
- 정우빌딩 (은행로 29/여의도동 13-25)
- 중소기업중앙회 (은행로 30/여의도동 16-2)
- 기계산업진흥회 (은행로 37/여의도동 13-31)
- 한국수출입은행빌딩 (은행로 38/여의도동 16-1)
- 신한 여의도 드림리버 오피스텔 (은행로 54/여의도동 12-3)
- 여의도순복음교회 (은행로 55/여의도동 11-15)
- 삼도오피스텔 (은행로 58/여의도동 12-1)
- 동성제2빌딩 (은행로 59/여의도동 11-15)